# AzTV
Azərbaycan Televiziyası (de l'azéri: Télévision Azerbaïdjan) ou AzTV est une chaîne de télévision publique diffusée en Azerbaïdjan.
Avec la radio nationale Radio Verilişləri, elle dépend de la compagnie d'État Azerbaycan  Televiziyası və Radio Verilişləri Qapalı Səhmdar Cəmiyyəti (en français: Compagnie de radio et télévision d'Azerbaïdjan).
Elle émet principalement en azéri, la langue nationale; cependant certains programmes sont également diffusés en langue russe. Un bulletin d'information en anglais est programmé quotidiennement, en fin de soirée, et est retransmis plusieurs fois pendant la nuit.

## Histoire
Dans les années 1950, le gouvernement propose de créer une télévision dans la République socialiste soviétique d'Azerbaïdjan. À partir de 1954, un bâtiment est alors construit pour accueillir ce projet. C'est ainsi qu'après avoir pris son local en 1955, la diffusion de la chaîne commence le 14 février 1956 avec une émission, nommée Göstərir Bakı! (Ici Bakou !) et présentée par Nəcibə Məlikova.

## Programmes
L'antenne est ouverte chaque matin avec l'hymne national, suivi de l'émission matinale Səhər. Cette émission née en 1995 fait alterner bulletins d'informations, clips musicaux et rubriques pratiques pendant environ deux heures. Suivent tout au long de la journée films, séries, dessins animés, émissions sportives, bulletins d'information ( Xəbərlər ) et variétés. La chaîne accorde une place prépondérante aux activités gouvernementales.